# Mecer
Mecer (hebr. מצר; pol. Granica) – kibuc położony w Samorządzie Regionu Menasze, w dystrykcie Hajfa, w Izraelu. Członek Ruchu Kibucowego (Ha-Tenu’a ha-Kibbucit).

## Położenie
Kibuc Mecer leży w zachodniej części Samarii na południe od masywu Góry Karmel, w otoczeniu miasta Baka-Dżatt, miasteczka Arara, oraz wiosek Majsar, Charisz i Umm al-Kutuf. Na wschód od kibucu przebiega granica terytoriów Autonomii Palestyńskiej, która jest strzeżona przez mur bezpieczeństwa. Po stronie palestyńskiej znajduje się miasto Kaffin.

## Historia
Kibuc został założony 8 września 1953 roku przez żydowskich imigrantów z Argentyny, którzy byli członkami młodzieżowej organizacji syjonistycznej Ha-Szomer Ha-Cair.
10 listopada 2002 roku palestyński terrorysta wtargnął do kibucu i zabił 5 Izraelczyków.

## Kultura
W kibucu znajduje się ośrodek kultury, basen pływacki, boisko do piłki nożnej oraz korty tenisowe.

## Gospodarka
Gospodarka kibucu opiera się na intensywnym rolnictwie i sadownictwie. Zakłady Matserplast produkują wyposażenie irygacyjne.

## Transport
Na zachód od wioski przebiega autostrada nr 6, brak jednak możliwości bezpośredniego wjazdu na nią. Z wioski wyjeżdża się na południe na drogę nr 5923, którą jadąc na zachód dojeżdża się do wioski Majsar, a następnie do drogi 574 prowadzącej na północ do kibucu Ma’anit i na południe do miasta Baka-Dżatt.